# Проспект Винниченка
Проспект Винниченка — вулиця у Фортечному та Подільському районах міста Кропивницького.
Проспект Винниченка пролягає від площі Богдана Хмельницького до нового моста через Інгул.
Проспект перетинає вулиця Шульгиних. Поруч з проспектом розташований парк «Козачий Острів».

## Джерело
- Матівос Ю. М. Вулицями рідного міста, Кіровоград: ТОВ «Імекс-ЛТД», стор. 29